# Mago Larraín
Fernando Eugenio Larraín Munita (Santiago, 6 de abril de 1935-Santiago, 17 de junio de 2011), más conocido como Mago Larraín o por su personaje "El Mago Helmut", fue un ilusionista, escritor, actor, constructor civil y locutor chileno, afamado por su participaciones en programas de televisión y radiales. Padre del comunicador Nicolás Larraín y el actor Fernando Larraín.

## Biografía
Inició sus estudios de magia con el libro La Magia del Profesor Bosca, más tarde fue instruido en la prestidigitación por su primer maestro, Roberto Rivas, alternando sus estudios de ilusionismo con los de construcción civil. Posteriormente asistió a diversos congresos de magia en Europa y Estados Unidos, dónde conoció a diversas celebridades del ambiente como Juan Tamariz, Fu-Manchú. Fred Kaps entre otros. Fundó el segundo Círculo Mágico Chileno que reunía a destacados magos de Chile. Fue nombrado varias veces jurado del Federación Latinoamericana de Sociedades Mágicas (FLASOMA), además de escribir para diversos medios sobre ilusionismo. 
Escribió espectáculos escénicos titulados Un Día con el Diablo, Magia Humo y Fantasía, Helmut en Chile, entre otros, además del libro Libro azul de la magia. Como actor participó en dos películas del director Naum Kramarenco, Prohibido pisar las nubes y Perdido en la soledad, y en un capítulo de la serie Casado con hijos. Entre el lapso de los setenta y los años noventa estuvo en diversos programas de televisión cómo Vamos a ver, Una vez más, Sábado gigante, Venga conmigo, Casi en serio, entre otros, presentado variados personajes junto con presentar efectos mágicos, durante esa época se hizo famoso su personaje "Helmut", personificado con un marcado acento alemán y el cabello despeinado, también fundó su escuela de magia durante esos años.
En la década del 2000 participó junto a sus hijos Nicolás y Fernando en el programa radial Liberen a Nicolás! en FM Tiempo.

## Muerte
El 17 de junio de 2011 falleció debido a un cáncer de próstata que lo afectaba hace casi una década. motivo por el cual estaba internado desde el 4 de ese mes, cuatro años antes se le diagnosticó una metástasis a los huesos, que lo obligó a andar en silla de ruedas. La muerte causó tristeza entre sus seguidores y auditores. Su hijo, Nicolás Larraín, escribió en su cuenta de Twitter

"Y se nos fue el mago. Gracias por todo el cariño"